# خوان خوسيه أريا
خوان خوسيه أريا (بالإسبانية: Juan José Arraya)‏ هو لاعب كرة قدم أرجنتيني في مركز الهجوم، ولد في 20 أبريل 1986 في مدينة سان سلفادور دي خوخوي في الأرجنتين. لعب مع جمعية بورتوغيزا الرياضية وخميناسيا خوخوي وهوراكان.